# 黃鰭鱔胎䲁
黃鰭鱔胎䲁（學名：Muraenoclinus dorsalis），為輻鰭魚綱䲁形目胎䲁科鱔胎䲁屬的一個種，分布於東南大西洋納米比亞呂德里茨布赫特至南非納塔爾南部海域，本魚體細長且側扁，顏色從綠色到棕色不等，偶爾有斑點，肩部有單眼斑，背鰭硬棘41-48枚、背鰭軟條1枚、臀鰭硬棘2枚、臀鰭軟條25-31枚，體長可達10公分，棲息在岩石區的潮池，雌魚產附著性卵，雄魚會守護卵，幼魚為浮游性，生活習性不明。